# Richard Montague Wootten
Richard Montague Wootten, britanski general, * 1889, † 1979.